# ایکس‌همستر
ایکس‌همستر (به انگلیسی: XHamster) یک وبگاه پورنوگرافی و اشتراک‌گذاری ویدئو رایگان است که مقر آن در لیماسول، قبرس می‌باشد. ایکس‌همستر از ویدئوهای پورنوگرافی ارسالی، مدل‌های وبکم (به انگلیسی: Webcam model)، تصاویر پورنوگرافی، ادبیات تن‌کامگی می‌پردازد و از خدمات شبکه‌های اجتماعی نیز بهره می‌برد. ایکس‌همستر در سال ۲۰۰۷ میلادی به صورت گمنام ساخته شد. این وبگاه در سال ۲۰۱۵ میلادی بیش از ده میلیون عضو داشت و به سومین وبگاه محبوب پورنوگرافی در اینترنت تبدیل شد. در سال ۲۰۱۵ میلادی این وبگاه مجموعه‌ای به نام The Sex Factor را به نمایش گذاشت که در آن زنان و مردان برای ستاره پرونوگرافی شدن با هم رقابت می‌کردند. این وبگاه هدف کارزارهای بدافزاری قرار گرفته و دولت‌های مختلف به خاطر اهداف بزرگ‌تر علیه پورنوگرافی اینترنتی آن را مسدود کرده‌اند.
وبسایت xHamster صاحب سومین جایگاه از لحاظ تعداد بازدیدکنندگان در میان تارنماهای پورنوگرافی در بریتانیاست. الکس هاوکینز معاون مدیر وبسایت xHamster در پاسخ به خبرنگاری Daily Mirror بیان داشت: «ما از تلاش‌های انجام شده برای دسترسی محدود افراد زیر ۱۸ سال به محتوای بزرگسال حمایت می‌کنیم و از قوانین جدید بریتانیا پیروی خواهیم کرد.»
اگرچه وی به مشکل بزرگی که سیستم جدید به همراه داشت اشاره کرد کرد و گفت: «داده‌ها بیانگر این هستند که اکثریت مصرف‌کنندگان پورنوگرافی از طریق تغییر موقعیت مکانی یا کنار گذاشتن محتوای اینترنتی از پذیرفتن این قوانین در بریتانیا سر باز خواهند زد. کنار گذاشتن محتوای پورنوگرافی اینترنتی از جانب بیش از ۶۰ درصد از تماشاکنندگان پورنوگرافی پیامدهای قابل توجهی به همراه خواهد داشت.»